# Jim Brown
James Nathaniel Brown (17 de fevereiro de 1936 – 18 de maio de 2023) foi um jogador de futebol americano e ator, running back no Cleveland Browns da National Football League (NFL) de 1957 a 1965. Considerado um dos maiores jogadores de futebol americano de todos os tempos, Brown foi reconhecido como o MVP da NFL pela AP por três vezes e ganhou o título da NFL com os Browns em 1964. liderou a liga em jardas em oito de suas nove temporadas. Em 2002, foi eleito pelo The Sporting News como o melhor jogador de futebol americano profissional de todos os tempos.
Destacou-se como atleta universitário pela Universidade de Syracuse em modalidades como basquete, atletismo, lacrosse e, principalmente, futebol americano, cuja equipe Syracuse Orangemen, mais tarde aposentou a camisa de número 44 utilizada por Brown. Também foi introduzido no College Football Hall of Fame em 1995 e eleito em 2020 pela ESPN como o melhor jogador do futebol americano universitário em todos os tempos.
Escolhido na primeira rodada do draft da NFL de 1957 pelo Cleveland Browns, equipe a qual defendeu por toda sua carreira profissional, Brown carregou a bola 2.359 vezes para 12.312 jardas e 106 touchdowns, que foram todos recordes quando ele se aposentou. Ele teve uma média de 104,1 jardas por jogo e é o único jogador na história da NFL com média de mais de 100 jardas por jogo em sua carreira. Seus 5,2 jardas por corrida são os segundos melhores entre os running backs.
Consagrado no Hall da Fama do Pro Football em 1971, Brown nomeado para a equipe de todos os tempos do aniversário de 75 anos da NFL e, mais tarde, para a equipe de todos os tempos do aniversário de 100 anos da NFL, esta tendo incluído os melhores jogadores da história da NFL no primeiro centenário da liga. Ele foi também introduzido ao Hall da Fama do Pro Football em 1971. Sua camisa número 32 é aposentada pelos Browns. Pouco depois de encerrar sua carreira no futebol americano, Brown se tornou um ator e teve vários papéis de protagonista na década de 1970.

## Primeiros anos
Jim Brown nasceu em St. Simons, Geórgia, filho de Swinton Brown, um pugilista, e Theresa, uma dona de casa.
Em Manhasset Secondary School, Brown praticou futebol americano, lacrosse, baseball, basquetebol e atletismo.
Ele obteve a média de 38 pontos por jogo para sua equipe de basquete. Esse recorde foi quebrado mais tarde pela futura estrela do Boston Red Sox, Carl Yastrzemski de Bridgehampton.

## Carreira em esportes universitários
No segundo ano da Universidade de Syracuse (1954), Brown era o segundo no ranking de corrida na equipe. Em seu terceiro ano, ele correu para 666 jardas (5,2 por corrida). Em seu último ano em 1956, Brown foi um consenso de primeira-equipe All-American. Ele terminou em quinto lugar na votação do Heisman Trophy e estabeleceu recordes escolares de média de jardas  (6,2) e mais touchdowns em um único jogo (6). Ele correu para 986 jardas - a terceira maior marca no país, apesar de jogar apenas oito jogos - e marcou 14 touchdowns. No Cotton Bowl, ele correu para 132 jardas, marcou três touchdowns e chutou três pontos extras, mas um ponto extra bloqueado após o terceiro touchdown de Syracuse foi a diferença, já que a Universidade Cristã do Texas ganhou por 28-27.
Talvez mais impressionante tenha sido o seu sucesso como atleta multi esportivo. Além de suas realizações no futebol americano, ele se destacou no basquete, no atletismo e especialmente no lacrosse.
No segundo ano, ele foi o segundo melhor marcador do time de basquete (15 ppg) e participou da equipe de atletismo. Em 1955, ele terminou em quinto lugar no Campeonato Nacional de decatlo. Em seu penúltimo ano, ele alcançou a média de 11,3 pontos no basquete e foi nomeado como pro Segundo-Time All-American em lacrosse. Em seu último ano, ele foi nomeado para o Primeiro-Time All-American no lacrosse (43 gols em 10 jogos, ficando em segundo lugar na classificação nacional).
Foi introduzido ao Hall da Fama de Lacrosse. O Carrier Dome tem uma tapeçaria de 800 metros quadrados representando Brown em uniformes de futebol e lacrosse com as palavras "Greatest Player Ever".

## Carreira profissional

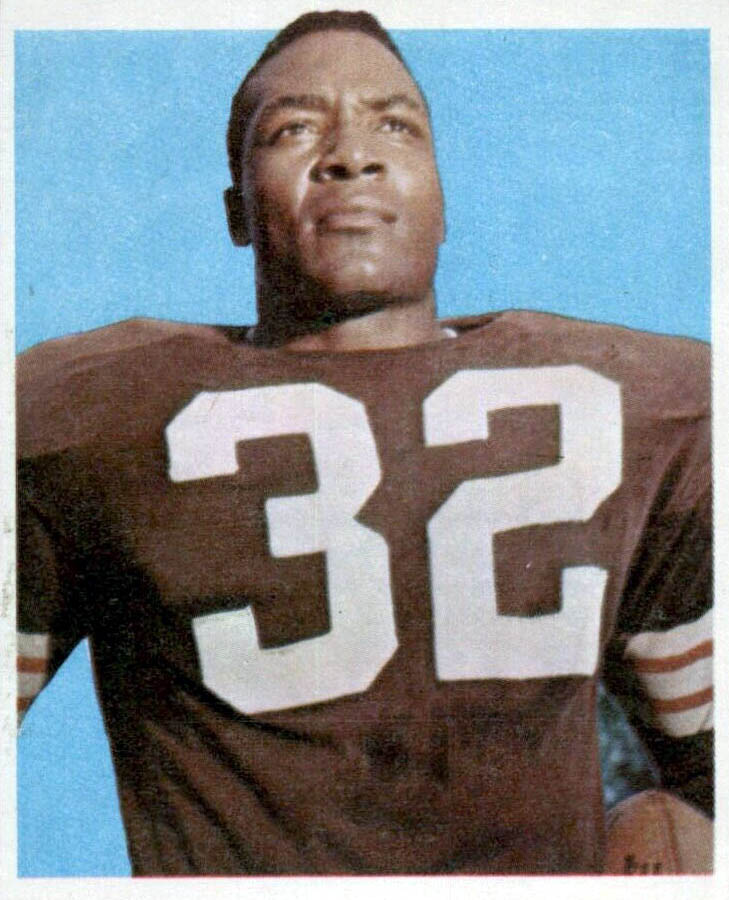
Brown em um cartão colecionável de 1959

Brown foi selecionado na primeira rodada do Draft da NFL de 1957 pelo Cleveland Browns, a sexta seleção geral. No nono jogo de sua temporada de estreia, contra o Los Angeles Rams, ele correu para 237 jardas, estabelecendo um recorde de NFL que ficou inigualável por 14 anos e um recorde de novato que permaneceu por 40 anos.
Brown quebrou o recorde de mais jardas em uma temporada em 1958, tendo 1.527 jardas na temporada de 12 jogos, quebrando a marca anterior de 1.146 jardas da NFL definida por Steve Van Buren em 1949. Nesta temporada de MVP, Brown liderou todos os jogadores com impressionantes 17 touchdowns, superando seu rival mais próximo, o wide receiver Raymond Berry, do Baltimore Colts, por 8.
Depois de nove anos na NFL, ele saiu como recordista da liga em uma temporada (1.863 em 1963) e no total de jardas terrestres (12.312 jardas), bem como o líder de todos os tempos em touchdowns (106), touchdowns totais (126) e jardas totais (15.549). Ele foi o primeiro jogador a chegar a 100 touchdowns e apenas alguns outros o fizeram desde a expansão da liga para uma temporada de 16 jogos em 1978 (as primeiras quatro temporadas de Brown foram apenas 12 jogos e nas suas últimas cinco temporadas foram 14 jogos).

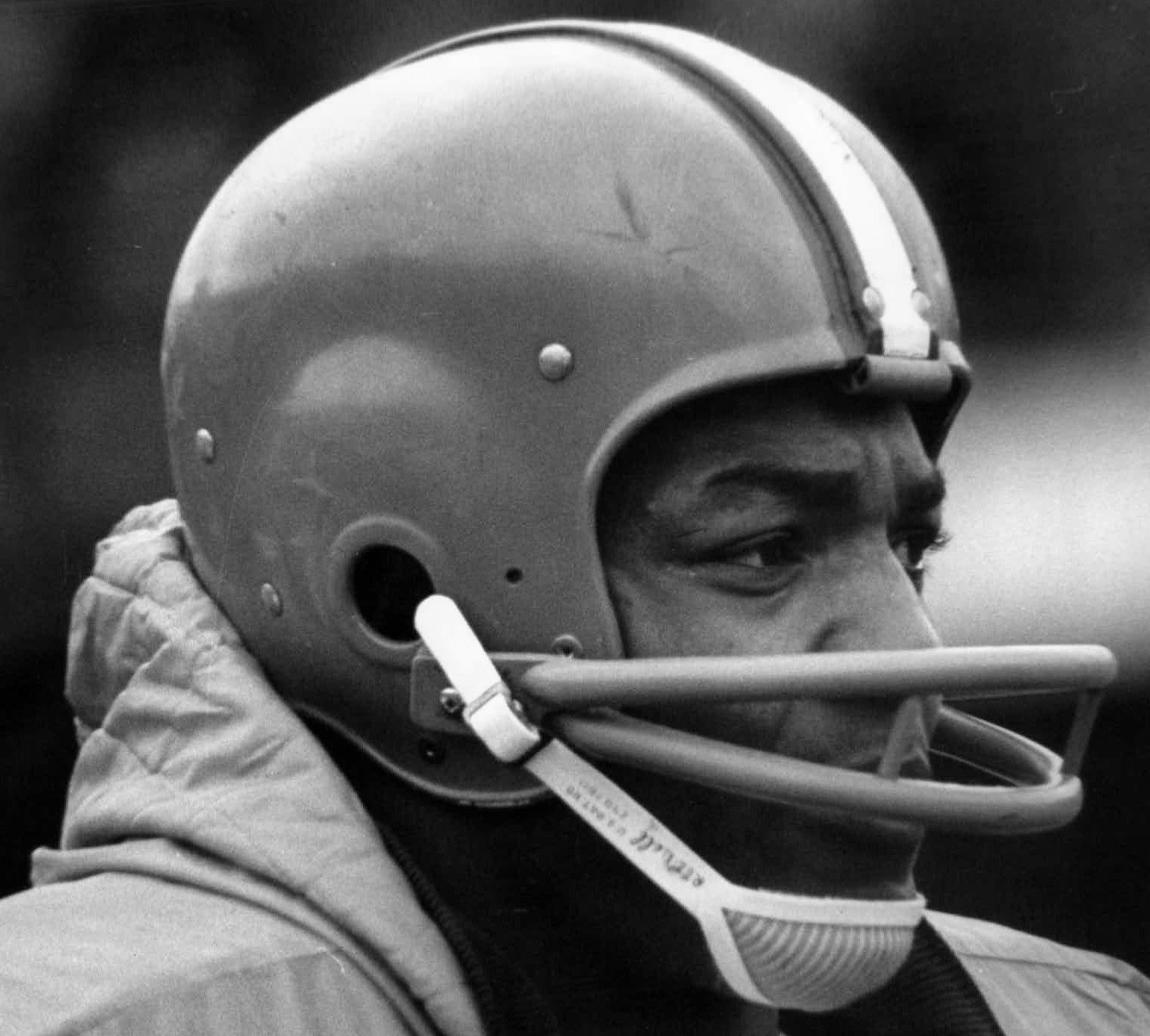
Brown em Cleveland

O recorde de Brown de marcar 100 touchdowns em apenas 93 jogos durou até LaDainian Tomlinson ter feito em 89 jogos durante a temporada de 2006. Brown detém o recorde de temporadas totais liderando a NFL em jardas totais (cinco: 1958-1961, 1964), e é o único corredor na história da NFL a ter média de mais de 100 jardas por jogo na carreira. Além de sua corrida, Brown foi um excelente recebedor, pegando 262 passes para 2.499 jardas e 20 touchdowns, além de adicionar outras 628 jardas.
Brown foi eleito para o Pro Bowl em todas as temporadas e ele deixou a liga em grande estilo, marcando três touchdowns em seu último jogo do Pro Bowl. Ele realizou esses recordes apesar de não ter passado dos 29 anos de idade. Os seis jogos de Brown com pelo menos quatro touchdowns continuam sendo um recorde da NFL. Tomlinson e Marshall Faulk têm cinco jogos com quatro touchdowns.

Brown liderou a liga em corridas por oito vezes. Ele também foi o primeiro jogador da NFL a correr para mais de 10 mil jardas.

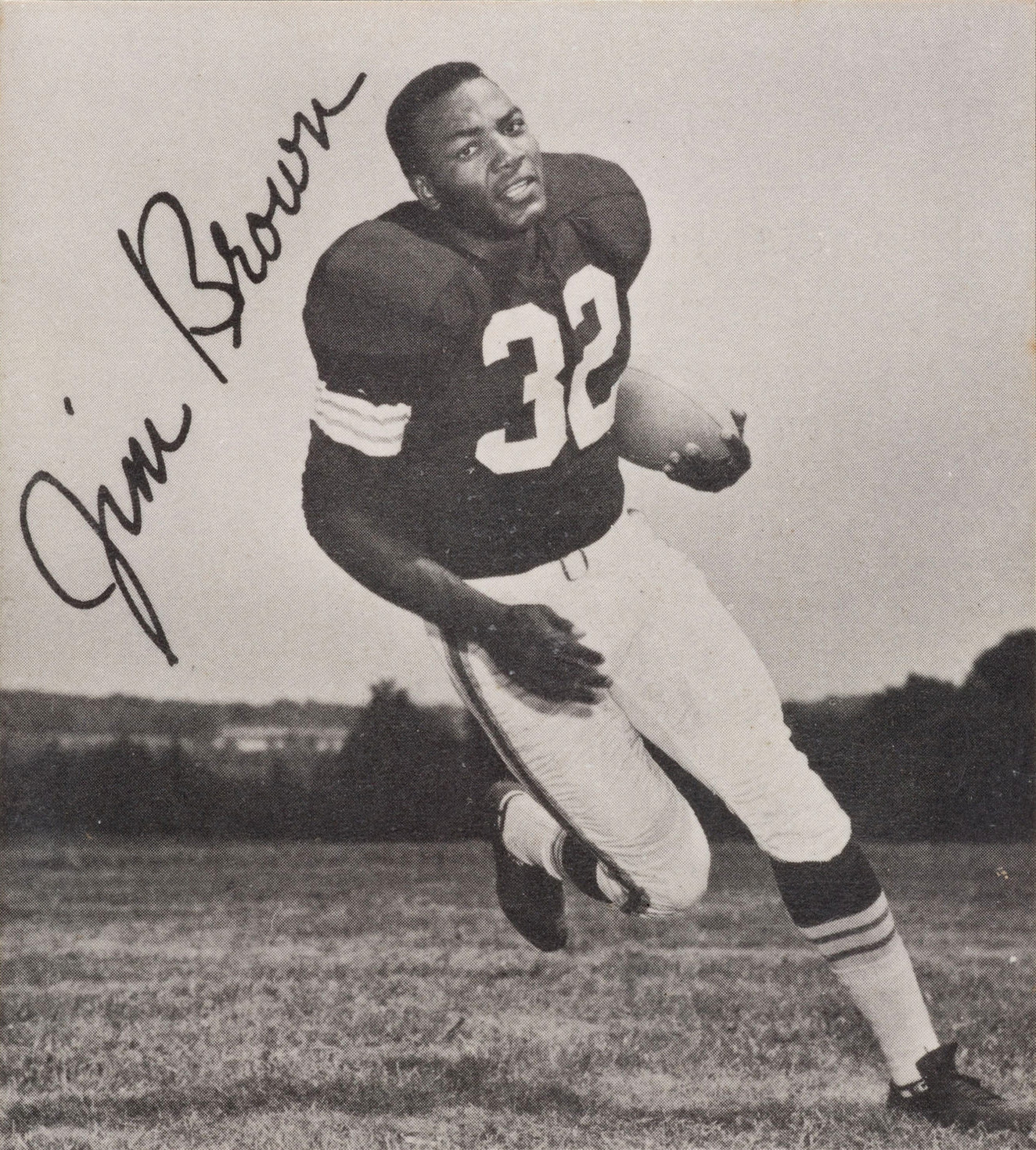
Brown em 1961

As 1.863 jardas de Brown na temporada de 1963 continuam sendo um recorde do Cleveland. É atualmente o mais antigo recorde de franquia de todos os 32 times da NFL. Sua média de 133 jardas por jogo nessa temporada é superada apenas pela temporada de 1973 de O. J. Simpson. Enquanto outros compilaram estatísticas mais prodigiosas, seu estilo de corrida deve ser considerado juntamente com medidas estatísticas. Ele foi muito difícil de enfrentar (mostrado por seus principais 5,2 jardas por corrida), muitas vezes exigindo mais de um defensor para derrubá-lo.
Brown se aposentou em julho de 1966, depois de nove temporadas, como o melhor corredor de todos os tempos da NFL. Ele detinha o recorde de 12.312 jardas até que foi quebrado por Walter Payton em 7 de outubro de 1984, durante a 10ª temporada da NFL de Payton. Brown ainda é o maior corredor de todos os tempos dos Browns. A partir de 2018, Brown é o 11ª na lista de todos os tempos.
Durante a carreira de Brown, Cleveland venceu o título da NFL em 1964 e foi vice-campeão em 1957 e 1965, seu ano de novato e sua última temporada, respectivamente.

## Carreira de ator

### Primeiros filmes

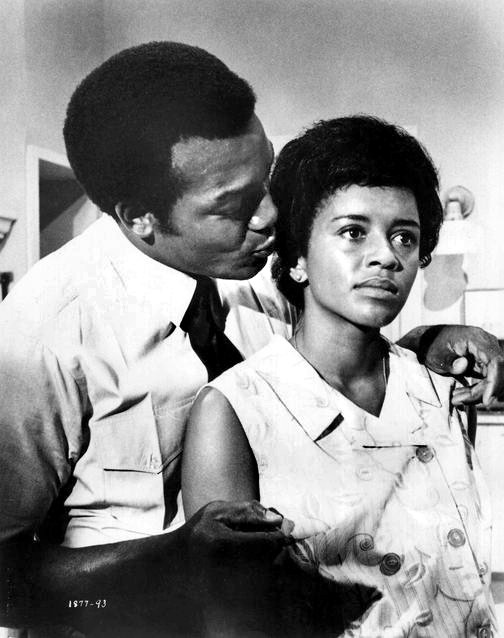
Brown e Janet MacLachlan em ...tick...tick...tick...

Brown começou uma carreira de ator antes da temporada de 1964, interpretando um soldado búfalo em um filme de ação ocidental chamado Rio Conchos. O filme estreou no teatro Hippodrome, em Cleveland, em 23 de outubro, com Brown e muitos de seus companheiros de equipe presentes. A reação foi morna, Brown, segundo um crítico, era um ator prestativo, mas a conspiração e a implausibilidade do filme equivaliam a "um melodrama vigoroso para os não-aquecidos".

### MGM
No início de 1966, Brown estava gravando seu segundo filme em Londres. "Os Doze Condenados" da MGM lançaram Brown como Robert Jefferson, um dos 12 condenados enviados à França durante a Segunda Guerra Mundial para assassinar oficiais alemães reunidos em um castelo perto de Rennes antes da invasão do Dia D.
Os atrasos na produção devido ao mau tempo fizeram com que ele perdesse pelo menos a primeira parte dos treinos dos Browns, isso incomodou o proprietário do Cleveland Browns, Art Modell, que ameaçou multar US $ 1.500 para cada semana que ele perdeu. Brown, que havia dito antes que 1966 seria sua última temporada, o último ano de um contrato de três anos, anunciou sua aposentadoria.
Brown interpretou um vilão em um episódio de 1967 da série "Os Destemidos" chamado "Cops and Robbers".
Os Doze Condenados foi um enorme sucesso e a MGM contratou-o para um contrato multi-filme. Seu segundo filme para o estúdio foi "The Mercenaries" (1968), um filme de ação no Congo, onde ele interpretou um mercenário que era o melhor amigo de Rod Taylor.
"Estação Polar Zebra" (1968) também foi para a MGM, um filme de aventura caro baseado em um romance de Alistair MacLean, onde Brown contracenou com Rock Hudson, Patrick McGoohan e Ernest Borgnine.

### Protagonista
A MGM lançou Brown em seu primeiro papel principal em "The Split" (1969), baseado em um romance de Donald E. Westlake. Ele recebeu US $ 125.000 pelo papel.
Brown seguiu com "Os Amotinados do Presídio" (1969), um filme de prisão para a MGM. Tanto ele quanto o The Split foram sucessos sólidos nas bilheterias. O biógrafo Mike Freeman credita Brown a se tornar "a primeira estrela de ação negra", devido a papéis como o capitão da Marinha que ele interpretou no filme de 1968, Estação Polar Zebra.
Brown foi para a 20th Century Fox e lançou o filme "100 Rifles" (1969), seu primeiro western. Brown contracenou com Raquel Welch e Burt Reynolds e teve uma cena de amor com Welch, uma das primeiras cenas de amor inter-raciais. Raquel Welch reflete sobre a cena no filme "Jim Brown: All-American", de Spike Lee.
Brown teve uma mudança de ritmo com "Kenner" (1969) na MGM, um filme de aventura parcialmente ambientado na Índia, onde Brown interpreta um homem que faz amizade com um menino. Para o mesmo estúdio, ele interpretou um xerife em "... tick ... tick ... tick ..." (1970), que foi outro sucesso.
Brown apareceu em "Sede de Pecar" (1970), um drama da National General Pictures, onde ele interpretou um ex-jogador de futebol americano que se torna o amante de Jacqueline Bisset. Depois ele fez "El Condor" (1970), um Western na Espanha dirigido por John Guillermin, também para o National General.

### Blaxploitation
O lançamento de "Shaft" (1971) levou ao surgimento de filmes de blaxploitation. Depois, Brown atuou em vários gêneros: "Slaughter - O Homem Impiedoso" (1972), um grande sucesso para da Action International Pictures; "Black Gunn" (1972) pela Columbia; "Slaughter's Big Rip-Off" (1973); "The Slams" (1973), de volta à MGM; "Fuga da Ilha do Diabo" (1973); e "Three the Hard Way" (1974) com Fred Williamson e Jim Kelly.
Ele fez um spaghetti western com Williamson, "Cavalgada Infernal" (1975). A popularidade da blaxploitation diminuiu em meados dos anos 70 e Brown fez menos filmes desde então.

### Final dos anos 70 até os dias atuais
Brown apareceu em "Fingers" (1978), na estréia na direção de James Toback.
Suas aparições na década de 1980 foram principalmente na televisão. Brown apareceu em alguns programas de TV, incluindo "A Super Máquina" no episódio de estréia da terceira temporada "Knight of the Drones". Brown apareceu ao lado do ex-jogador de futebol americano Joe Namath no episódio da série "Esquadrão Classe A", "Quarterback Sneak". Brown também apareceu em "CHiPs", nos episódios um e dois, da terceira temporada, como um batedor de carteiras de patins.
Ele participou em 1987 do "O sobrevivente", uma adaptação de uma história de Stephen King, como Fireball e teve uma participação especial no filme "I'm Gonna Git You Sucka" (1988).

## Filmografia
| Ano  | Título                         | Papel               | Notas          |
| ---- | ------------------------------ | ------------------- | -------------- |
| 1964 | Rio Conchos                    | Sgt. Franklyn       | Primeiro filme |
| 1967 | Os Doze Condenados             | Robert Jefferson    |                |
| 1968 | Dark of the Sun                | Ruffo               | Protagonista   |
| 1968 | Ice Station Zebra              | Capt. Leslie Anders |                |
| 1968 | The Split                      | McClain             | Protagonista   |
| 1969 | Os Amotinados do Presídio      | Cully Briston       | Protagonista   |
| 1969 | 100 Rifles                     | Lyedecker           | Protagonista   |
| 1969 | Sede de Pecar                  | Tommy Marcott       |                |
| 1969 | Kenner                         | Roy Kenner          | Protagonista   |
| 1970 | ... tick ... tick ... tick ... | Jimmy Price         | Protagonista   |
| 1970 | El Condor                      | Luke                | Protagonista   |
| 1972 | Slaughter - O Homem Impiedoso  | Slaughter           | Protagonista   |
| 1972 | Black Gunn                     | Gunn                | Protagonista   |
| 1973 | Slaughter's Big Rip-Off        | Slaughter           | Protagonista   |
| 1973 | The Slams                      | Curtis Hook         | Protagonista   |
| 1974 | Fuga da Ilha do Diabo          | Le Bras             | Protagonista   |
| 1974 | Three the Hard Way             | Jimmy Lait          | Protagonista   |
| 1975 | Take a Hard Ride               | Pike                | Protagonista   |
| 1977 | A Vingança                     | Isaac               | Protagonista   |
| 1978 | Fingers                        | Dreems              |                |
| 1978 | Pacific Inferno                | Clyde Preston       | Protagonista   |
| 1982 | One Down, Two to Go            | J                   | Protagonista   |
| 1985 | Lady Blue                      | Stoker              |                |
| 1987 | The Running Man                | Fireball            |                |
| 1988 | I'm Gonna Git You Sucka        | Slammer             |                |
| 1989 | L.A. Heat                      | Captain             |                |
| 1989 | Submundo em Chamas             | Steadman            |                |
| 1990 | Killing American Style         | Sunset              |                |
| 1990 | Twisted Justice                | Morris              |                |
| 1990 | Hammer, Slammer, & Slade       | Slammer             |                |
| 1992 | The Divine Enforcer            | King                |                |
| 1996 | Original Gangstas              | Jake Trevor         |                |
| 1996 | Mars Attacks!                  | Byron Williams      |                |
| 1998 | He Got Game                    | Spivey              |                |
| 1998 | Small Soldiers                 | Butch Meathook      | Voz            |
| 1999 | New Jersey Turnpikes           | Unknown             |                |
| 1999 | Um Domingo Qualquer            | Montezuma Monroe    |                |
| 2002 | On the Edge                    | Chad Grant          |                |
| 2004 | Elas Me Odeiam, Mas Me Querem  | Geronimo Armstrong  |                |
| 2004 | Código das Ruas                | Don Strickland      |                |
| 2005 | Animal                         | Berwell             |                |
| 2006 | Sideliners                     | Monroe              |                |
| 2010 | Dream Street                   | Unknown             |                |
| 2014 | Draft Day                      | Himself             |                |

## Outras atividades

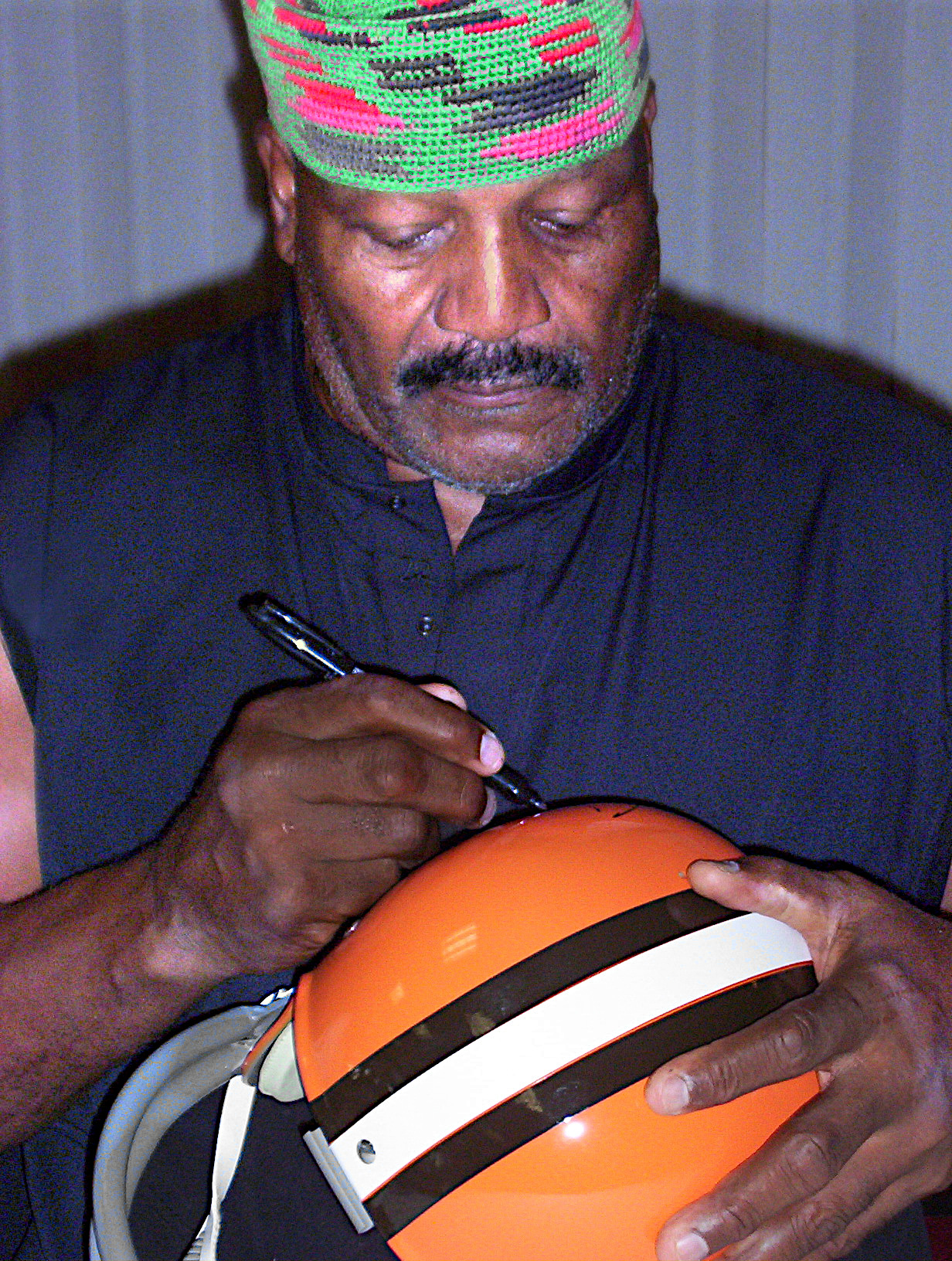
Brown dando um autógrafos em 2004

Brown atuou como comentaristas nas transmissões da NFL para a CBS em 1978, em parceria com Vin Scully e George Allen.
Em 1983, 17 anos depois de se aposentar do futebol americano profissional, Brown pensou em sair da aposentadoria para jogar no Los Angeles Raiders, quando parecia que o Running Back do Pittsburgh Steelers, Franco Harris, quebraria o recorde de todos os tempos de Brown. Ele não gostava do estilo de corrida de Harris, criticando a tendência dos running back dos Steelers de correr fugindo da marcação, um contraste marcante com a abordagem de Brown de lutar por cada jarda e enfrentar o defensor que se aproximava. Eventualmente, Walter Payton do Chicago Bears quebrou o recorde em 7 de outubro de 1984, com Brown tendo acabado com os pensamentos de retorno. O próprio Harris, que se aposentou após a temporada de 1984, depois de jogar oito partidas com o Seattle Seahawks, ficou aquém da marca de Brown. Após a última temporada de Harris, naquele mês de janeiro, um desafio entre Brown e Harris em uma corrida de 40 jardas foi televisionado nacionalmente. Brown, aos 48 anos, estava certo de que poderia derrotar Harris, embora Harris tivesse apenas 34 anos e tivesse acabado de terminar sua carreira. Harris terminou a corrida em 5,16 segundos e Brown em 5,72 segundos.
Em 1965, Brown foi o primeiro afro-americano a anunciar um combate de boxe televisionado nos Estados Unidos, na luta Terrell-Chuvalo, e também é creditado com a primeira sugestão de uma carreira na promoção do boxe para Bob Arum.
A autobiografia de Brown, publicada em 1989 pela Zebra Books, foi intitulada "Out of Bounds" e foi co-escrita com Steve Delsohn. Ele foi tema do livro "Jim: The Author's Self-Centered Memoir of the Great Jim Brown", de James Toback.
Em 1993, Brown foi contratado para ser comentarista do UFC, um papel que ele ocupou nos seis primeiros eventos pay-per-view.
Em 1988, Brown fundou o Programa Amer-I-Can. Ele atualmente trabalha com jovens presos em Los Angeles e Cleveland através deste programa. É uma organização de habilidades de gerenciamento de vida que opera nos centros das cidades e nas prisões.
Em 2002, o diretor de cinema Spike Lee lançou o filme "Jim Brown: All-American", uma retrospectiva sobre a carreira profissional e a vida pessoal de Brown.

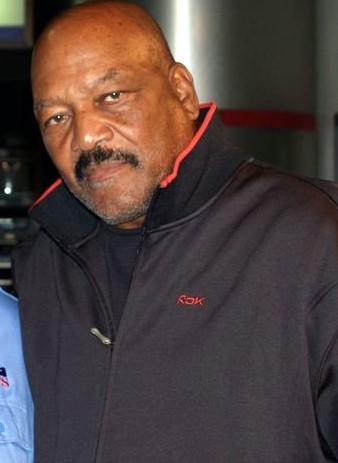
Jim em 2017

Em 2008, Brown iniciou um processo contra a Sony e a EA Sports por usar sua imagem na série de videogames Madden NFL. Ele alegou que "nunca assinou nenhum direito que permitisse que sua aparência fosse usada".
A partir de 2008, Brown estava atuando como consultor executivo dos Browns, ajudando a construir relacionamentos com os jogadores da equipe e a melhorar ainda mais a ampla gama de programas patrocinados da NFL através do departamento de programas de jogadores da equipe.
Em 29 de maio de 2013, Brown foi nomeado consultor especial dos Browns.
Brown também foi sócio do New York Lizards da Major League Lacrosse, juntando-se a um grupo de investidores na compra da equipe em 2012.
Em 11 de outubro de 2018, Brown, juntamente com Kanye West se reuniu com o presidente Donald Trump para discutir o estado da América, entre outros temas.

## Vida pessoal, problemas legais e morte
Em 1965, Brown foi preso em seu quarto de hotel por assalto e agressão contra uma jovem de 18 anos chamada Brenda Ayres; ele foi posteriormente absolvido dessas acusações. Um ano depois, ele lutou contra alegações de paternidade de que ele era pai do filho de Brenda Ayres.
Em 1968, Brown foi acusado de agressão com intenção de cometer assassinato depois que a modelo Eva Bohn-Chin foi encontrada no segundo andar do apartamento de Brown. As acusações foram posteriormente rejeitadas depois que Bohn-Chin se recusou a cooperar com a promotoria. Brown também foi condenado a pagar uma multa de US $ 300 por agredir um xerife-adjunto envolvido na investigação durante o incidente. Na autobiografia de Brown, ele afirmou que Bohn-Chin estava zangada e com ciúmes por causa de um caso que estivera tendo com Gloria Steinem e esse argumento foi o que levou ao "mal-entendido com a polícia".
Em 1970, Brown foi considerado inocente de assalto e agressão, as acusações decorrentes de um incidente de rua ocorrido em 1969.
Em 1975, Brown foi condenado a um dia de prisão e dois anos de liberdade vigiada, além de pagar uma multa de US $ 500 para bater e sufocar seu parceiro de golfe Frank Snow.
Em 1985, Brown foi acusado de estuprar uma mulher de 33 anos. As acusações foram depois rejeitadas.
Em 1986, Brown foi preso por agredir sua namorada Debra Clark. Clark se recusou a apresentar queixa e Brown foi libertado.
Em 1999, Brown foi preso e acusado de fazer ameaças terroristas contra sua esposa. Mais tarde naquele ano, ele foi considerado culpado de vandalismo por ter esmagado o carro de sua esposa com uma pá. Ele foi sentenciado a três anos de liberdade vigiada, um ano de aconselhamento sobre violência doméstica e 400 horas de serviço comunitário ou 40 horas em uma equipe de trabalho, além de uma multa de US $ 1.800,00. Brown ignorou os termos de sua sentença, e em 2000 foi condenado a seis meses de prisão por recusar o aconselhamento ordenado pelo tribunal e o serviço comunitário. Ele foi libertado depois de 3 meses.
Brown morreu em 18 de maio de 2023, aos 87 anos, em Los Angeles.

## Prêmios esportivos

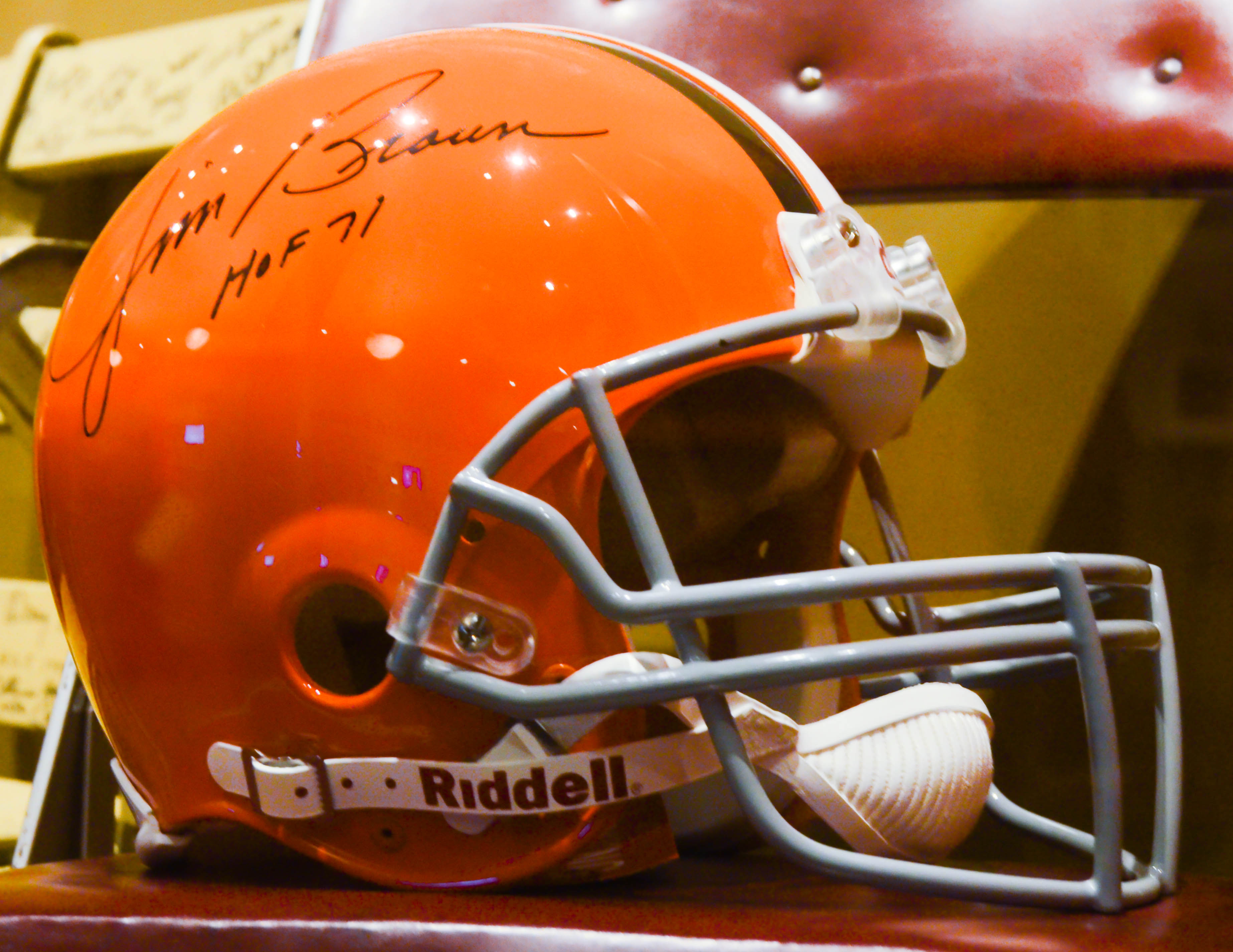
Capacete assinado por Brown

A memorável carreira profissional de Brown levou à sua entrada no Hall da Fama do Pro Football em 1971. Suas conquistas no futebol americano em Syracuse lhe renderam um lugar no College Football Hall of Fame.
Jim Brown também ganhou uma vaga no Hall da Fama de Lacrosse, dando a ele uma rara coroa tríplice.
Em 118 jogos na carreira, Brown teve uma média de 104,3 jardas por jogo e 5,2 jardas por corrida; apenas Barry Sanders (99,8 jardas por jogo e 5,0 jardas por corridas) chega perto dessas marcas. Brown falou sobre o assunto: "Quando os corredores entram em uma sala juntos, eles não discutem quem é o melhor".
Brown atualmente detém recordes da NFL para mais jogos com 24 ou mais pontos na carreira (6), mais touchdowns na carreira (1.068), mais jogos com três ou mais touchdowns (14), mais jogos com quatro ou mais touchdowns (6), mais temporadas liderando a liga em tentativas de corridas (6), mais temporadas liderando a liga em jardas (8), maior médias de jardas por jogo (104,3), mais temporadas liderando a liga em touchdowns (5), mais temporadas liderando a liga em jardas de scrimmage (6), maior média de jardas de scrimmage por jogo (125,52) e mais temporadas liderando a liga em jardas combinada (5).
Em 2002, o Sporting News o selecionou como o maior jogador de futebol americano de todos os tempos, assim como o New York Daily News em 2014. Em 4 de novembro de 2010, Brown foi escolhido pela NFL Network na produção da NFL Films, "The Top 100: Greatest Players da NFL". como o segundo maior jogador da história da NFL, atrás apenas de Jerry Rice.

## Estatísticas
|          |          |       | Correndo | Correndo | Correndo | Correndo | Correndo | Correndo | Correndo | Recebendo | Recebendo | Recebendo | Recebendo | Recebendo |
| Ano      | Time     | Jogos | Ten      | Jardas   | TD       | Lng      | Média    | Jds/J    | Ten/J    | Rec       | Jardas    | Média     | TD        | Lng       |
| -------- | -------- | ----- | -------- | -------- | -------- | -------- | -------- | -------- | -------- | --------- | --------- | --------- | --------- | --------- |
| 1957     | CLE      | 12    | 202      | 942      | 9        | 69       | 4,7      | 78,5     | 16,8     | 16        | 55        | 3,4       | 1         | 12        |
| 1958     | CLE      | 12    | 257      | 1 527    | 17       | 65       | 5,9      | 127,3    | 21,4     | 16        | 138       | 8,6       | 1         | 46        |
| 1959     | CLE      | 12    | 290      | 1 329    | 14       | 70       | 4,6      | 110,8    | 24,2     | 24        | 190       | 7,9       | 0         | 25        |
| 1960     | CLE      | 12    | 215      | 1 257    | 9        | 71       | 5,8      | 104,8    | 17,9     | 19        | 204       | 10,7      | 2         | 37        |
| 1961     | CLE      | 14    | 305      | 1 408    | 8        | 38       | 4,6      | 100,6    | 21,8     | 46        | 459       | 10,0      | 2         | 77        |
| 1962     | CLE      | 14    | 230      | 996      | 13       | 31       | 4,3      | 71,1     | 16.4     | 47        | 517       | 11,0      | 5         | 53        |
| 1963     | CLE      | 14    | 291      | 1 863    | 12       | 80       | 6,4      | 133,1    | 20,8     | 24        | 268       | 11,2      | 3         | 83        |
| 1964     | CLE      | 14    | 280      | 1 446    | 7        | 71       | 5,2      | 103,3    | 20,0     | 36        | 340       | 9,4       | 2         | 40        |
| 1965     | CLE      | 14    | 289      | 1 544    | 17       | 67       | 5,3      | 110,3    | 20,6     | 34        | 328       | 9,6       | 4         | 32        |
| Carreira | Carreira | 118   | 2 359    | 12 312   | 106      | 80       | 5,2      | 104,3    | 20,0     | 262       | 2 499     | 9,5       | 20        | 83        |

Fonte: Pro-football-reference.com